# Aszraf al-Biltadżi
Aszraf Muhammad Bahdżat al-Biltadżi (arab. أشرف محمد بهجت البلتاجي) – egipski zapaśnik walczący przeważnie w stylu wolnym. Wicemistrz Afryki w 1979 i 1981 w stylu klasycznym, a trzeci w 1981 i 1982 roku.